# True Boardman
True Boardman (21 de abril de 1880 – 28 de septiembre de 1918) fue un actor teatral y cinematográfico de nacionalidad estadounidense, activo en la época del cine mudo. A lo largo de su trayectoria actuó en más de 130 producciones estrenadas entre 1911 y 1919, antes de fallecer víctima de la pandemia de gripe de 1918.

## Biografía

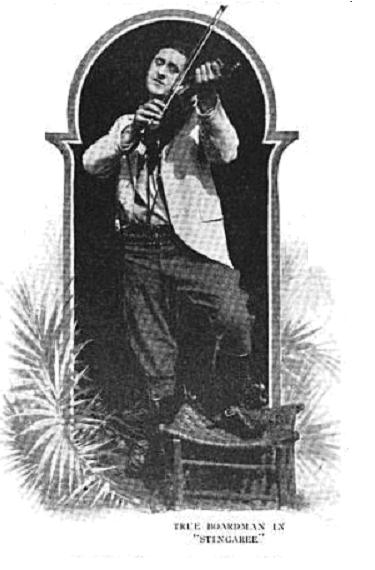
True Boardman como "Stingaree" (1915)

Su nombre completo era William True Boardman, y nació en Oakland, California, siendo su madre la actriz Caro True Boardman, True Boardman se inició como actor teatral en 1900 en Oakland, actuando después durante un tiempo en Seattle, antes de dedicarse a su actividad cinematográfica.
Estuvo casado con la actriz Virginia True Boardman (Margaret Shields), y fue el padre de True Eames Boardman (1909–2003), que tuvo una larga carrera como guionista radiofónico, cinematográfico y televisivo. 
True Boardman falleció en 1918, a los 36 años de edad, en Los Ángeles, California, a causa de la pandemia de gripe de 1918. Fue enterrado en el Cementerio Forest Lawn Memorial Park de Glendale (California). Su último film, estrenado a título póstumo en febrero de 1919, Terror of the Range, era un serial del género western en el que también actuaban Betty Compson y George Larkin.
Boardman fue el bisabuelo de la actriz Lisa Gerritsen.

## Filmografía

### 1911
- The Rose of Old St. Augustine, de Otis Turner
- The Visiting Nurse, de Joseph A. Golden
- The New Editor, de Joseph A. Golden
- Two Lives, de Joseph A. Golden
- The Warrant, de Joseph A. Golden
- A Fair Exchange, de Joseph A. Golden
- The Gray Wolves, de J.A. Golden
- A New York Cowboy, de Joseph A. Golden
- A Tennessee Love Story, de Joseph A. Golden

### 1912
- Alkali Ike's Pants, de Broncho Billy Anderson
- An Indian Sunbeam, de Broncho Billy Anderson
- Alkali Ike Stung!, de Broncho Billy Anderson
- The Shotgun Ranchman, de Arthur Mackley
- The Outlaw's Sacrifice, de Arthur Mackley
- The Tomboy on Bar Z, de Broncho Billy Anderson
- The Boss of the Katy Mine, de Arthur Mackley
- Broncho Billy's Mexican Wife, de Broncho Billy Anderson
- Western Girls, de Broncho Billy Anderson
- The Reward for Broncho Billy, de Broncho Billy Anderson

### 1913
- The Miner's Request, de Arthur Mackley
- Broncho Billy and the Outlaw's Mother, de Broncho Billy Anderson
- Broncho Billy's Brother, de Broncho Billy Anderson
- The Sheriff's Child, de Arthur Mackley
- Broncho Billy's Gun Play, de Broncho Billy Anderson
- The Ranchman's Blunder, de Arthur Mackley
- Across the Great Divide, de Arthur Mackley
- The Western Law That Failed, de Arthur Mackley
- Old Gorman's Gal, de Arthur Mackley
- The Sheriff's Wife, de Arthur Mackley
- The Ranch Feud, de Broncho Billy Anderson
- The Rustler's Spur, de Jess Robbins
- The Life We Live, de Arthur Mackley
- The Dance at Eagle Pass, de Lloyd Ingraham
- The Tenderfoot Sheriff, de Broncho Billy Anderson
- The Episode at Cloudy Canyon, de Lloyd Ingraham
- Broncho Billy Reforms, de Broncho Billy Anderson
- Days of the Pony Express, de Arthur Mackley
- Why Broncho Billy Left Bear Country, de Broncho Billy Anderson
- The Belle of Siskiyou, de Lloyd Ingraham
- The Struggle, de Broncho Billy Anderson
- A Borrowed Identiy, de Lloyd Ingraham
- Broncho Billy Gets Square, de Broncho Billy Anderson
- Greed for Gold, de Lloyd Ingraham
- The Rustler's Step-Daughter, de Lloyd Ingraham
- The Cowboy Samaritan, de Lloyd Ingraham
- The End of the Circle, de Jess Robbins
- The Naming of the Rawhide Queen, de Lloyd Ingraham
- Broncho Billy's Squareness, de Broncho Billy Anderson
- The Three Gamblers, de Broncho Billy Anderson
- The Trail of the Snake Band, de Lloyd Ingraham
- Broncho Billy's Christmas Deed', de Broncho Billy Anderson

### 1914
- Through Trackless Sands, de Lloyd Ingraham
- The Cast of the Die, de Jess Robbins
- Broncho Billy and the Bad Man, de Broncho Billy Anderson
- Nearly Married
- A Gambler's Way, de Lloyd Ingraham
- The Weaker's Strength, de Lloyd Ingraham
- Sophie Picks a Dead One, de Jess Robbins
- The Calling of Jim Barton, de Broncho Billy Anderson
- The Conquest of Man, de Lloyd Ingraham
- Single Handed, de Lloyd Ingraham
- The Atonement
- Snakeville's New Sheriff
- Broncho Billy's Close Call
- Broncho Billy's Sermon
- A Snakeville Romance
- Sophie Pulls a Good One
- Broncho Billy's Duty
- Broncho Billy and the Mine Shark
- The Wooing of Sophie
- Sophie Finds a Hero
- Broncho Billy's Jealousy
- Sophie Gets Stung
- Slippery Slim -- Diplomat
- Broncho Billy and the Sheriff
- Snakeville's Home Guard
- Broncho Billy's Fatal Joke
- Slippery Slim and His Tombstone
- Broncho Billy Wins Out
- Broncho Billy's Wild Ride
- Slippery Slim and the Fortune Teller
- When Slippery Slim Met the Champion
- Broncho Billy and the Greaser
- Broncho Billy Rewarded
- The Hazards of Helen
- Broncho Billy's Decision
- The Tell-Tale Hand
- Broncho Billy's Scheme
- Snakeville's Reform Wave
- Broncho Billy's Double Escape
- Broncho Billy and the Sheriff's Office

### 1915
- Broncho Billy and the Escaped Bandit, de Broncho Billy Anderson
- Broncho Billy and the Claim Jumpers, de Broncho Billy Anderson
- Broncho Billy and the Sisters, de Broncho Billy Anderson
- When Love and Honor Called, de Broncho Billy Anderson
- Broncho Billy's Sentence, de Broncho Billy Anderson
- Mysteries of the Grand Hotel
- The Secret Code
- The Riddle of the Rings
- The Substituted Jewel
- The Barnstormers
- A Double Identity
- The False Clue
- When Thieves Fall Out, de James W. Horne
- His Masterpiece
- Under Oath
- The Man on Watch
- The Man in Irons
- The Dream Seekers, de James W. Horne
- The Pitfall
- Stingaree, de James W. Horne
- An Enemy of Mankind, de James W. Horne
- A Voice in the Wilderness, de James W. Horne
- The Black Hole of Glenrenald, de James W. Horne
- To the Vile Dust, de James W. Horne
- A Bushranger at Bay, de James W. Horne
- The Taking of Stingaree, de James W. Horne

### 1916
- The Honor of the Road, de James W. Horne
- The Purification of Mulfers, de James W. Horne
- The Duel in the Desert, de James W. Horne
- The Villain Worshipper, de James W. Horne
- The Moth and the Star, de James W. Horne
- The Darkest Hour, de James W. Horne
- The Social Pirates, de James W. Horne
- The Little Monte Carlo, de James W. Horne
- The Trapping of 'Peeler' White
- The Record Run
- The Race for a Siding
- The Governor's Special
- The Girl from Frisco, de James W. Horne
- The Fighting Heiress, de James W. Horne
- The Turquoise Mine Conspiracy, de James W. Horne
- The Oil Field Plot, de James W. Horne
- Tigers Unchained, de James W. Horne
- The Ore Plunderers, de James W. Horne
- The Treasure of Cibola, de James W. Horne
- The Gun Runners, de James W. Horne
- A Battle in the Dark, de James W. Horne
- The Web of Guilt, de James W. Horne
- The Reformation of Dog Hole, de James W. Horne
- The Yellow Hand, de James W. Horne
- The Harvest of Gold, de James W. Horne
- The Son of Cain, de James W. Horne
- The Witch of the Dark House, de James W. Horne
- The Mystery of the Brass Bound Chest, de James W. Horne
- The Fight for Paradise Valley, de James W. Horne
- Border Wolves, de James W. Horne
- The Poisoned Dart, de James W. Horne
- The Stain of Chuckawalla, de James W. Horne
- On the Brink of War, de James W. Horne

### 1917
- The False Prophet, de James W. Horne
- The Resurrection of Gold Bar, de James W. Horne
- The Homesteaders' Feud, de James W. Horne
- The Wolf of Los Alamos, de James W. Horne
- The Dominion of Fernandez, de James W. Horne
- The Further Adventures of Stingaree, de Paul Hurst
- A Bold Deception

### 1918
- Molly Go Get 'Em, de Lloyd Ingraham
- Tarzán de los monos, de Scott Sidney
- The Doctor and the Woman, de Phillips Smalley y Lois Weber
- Danger Within, de Rae Berger
- The Romance of Tarzan, de Wilfred Lucas

### 1919
- Terror of the Range, de Stuart Paton